# All for the Love of a Girl (film 1915)
All for the Love of a Girl è un cortometraggio muto del 1915 diretto e interpretato da Sidney Drew.

## Produzione
Il film fu prodotto dalla Vitagraph Company of America.

## Distribuzione
Distribuito dalla General Film Company, il film - un cortometraggio in una bobina - uscì nelle sale cinematografiche statunitensi il 26 novembre 1915. La Favorite Films ne distribuì una riedizione il 29 aprile 1918.